# Владимир Василиев
Владимир Василиев (на руски: Влади́мир Ви́кторович Васи́льев) (1940, Москва, СССР) е съветски и руски балетист от световна величина, балетмайстор, хореограф, художник, актьор, балетен педагог, дългогодишен солист на Болшой театър, носител на национални и международни награди.

## Биография

### Ранни години
Роден е на 18 април 1940 г. в Москва. Семейството не е артистично, родителите му Виктор Василиев и Татяна Кузмичева работят в текстилна фабрика. С танци се занимава от 7-годишна възраст, когато постъпва в хореографския кръжок на един от градските дворци на пионерите. За пръв път излиза на сцената на Болшой театър с детски хореографски ансамбъл през 1948 г.
През 1958 г. завършва Московското хореографско училище, което по това време се числи към Болшой театър. Веднага след това постъпва в балетната трупа на театъра. Първите месеци танцува в кордебалета на оперите и изпълнява характерни танци в балетните постановки. Първото солово изпълнение става партията на Пан в операта „Валпургиева нощ“. След нея получава предложение от Галина Уланова за участие като неин партньор в балета „Шопениана“. През 1959 г. младият тогава балетмайстор Юрий Григорович му доверява главната роля на Данила в балета „Каменното цвете“. През 1960 г. става първи изпълнител на ролята на Иванушка в балета „Коньок Горбунок“. В този спектакъл участва в дует с Мая Плисецкая.

### Кариера
Работи в Болшой театър 30 години и го напуска през 1988 г. поради творчески противоречия с Юрий Григорович, който по това време е главен балетмайстор на театъра. През 1995 г. се завръща като артистичен директор на Болшой театър. Като такъв успява да наложи съвременна контрактна система и да възроди традициите на бенефисите на кордебалета, хора и оркестъра. По негово време към театъра се организира собствена видеостудия и започва един постоянен цикъл от телевизионни предавания, посветени на балет. Той насърчава създаването на пресслужба, разширява издателската дейност. При неговото активно участие Болшой театър организира в Бразилия училище за класическия танц. Организира големи международни турнета, които карат света да заговори за възраждането на Болшой. Напуска театъра през 2000 г. поради премахването на длъжността му.
През 1982 г. завършва балетмайсторското отделение на Държавния институт за театрално изскуство и същата година започва там преподаването на хореография. Тази преподавателската дейност продължава до 1995 г., като от 1989 г. е професор. През 1995 г. е избран за почетен професор на Московски държавен университет.
От 1989 г. е член на Международната академия на творчество, а през 1990 г. е избран за член на Академията на руското изкуство. Същата година става секретар на Съюза на театралните дейци на Русия и заместник-председател на изпълнителния комитет на Руския ценътр на Международния съвет по танц при ЮНЕСКО. Член е на журито на Руската независима награда за литература и изкуств „Триумф“ (от 1992 г.), президент е на Фонда на името на Галина Уланова (от 1998 г.).
Участва активно при провеждането на Открития балетен конкурс „Арабеск“. През 1990 – 1995 г. е председател на журито, а от 1996 г. е негов артистичен ръководител. 11-ото издание на конкурса е посветено на 70-годишния юбилей на Василиев.
През 2003 г. е член на жури на конкурса „Евровизия за млади танцьори 2003“ в Амстердам. От 2004 г. е председател на журито на Международния детски фестивал „ТанцОлимп“ в Берлин.

### Творчество
Техническите възможности, виртуозността на изпълнение, актьорското майсторство определят широкия артистичен диапазон на Василиев. В списъка на неговите балетни партии има както лирически, така и драматически и героически роли. Изпълнената от Василиев партията на Спартак в едноименния спектакъл става символ на балета на Болшой театър във втората половина на 20 век и се превръща в легенда наред с Лебеда на Анна Павлова, Жулиета на Галина Уланова и Кармен на Мая Плисецкая.
Балетмайсторите не само предлагат главните роли, те създават композиции и спектакли в съответствие с неговия артистичен талант. През 1977 г. при поставянето на новата редакция на балета „Петрушка“ Морис Бежар специално за Василиев въвежда партията на Юноша. На сцената на Арена ди Верона Лорка Мясин поставя за него балета „Зорба гъркът“. Неговото участие е в основата на спектаклите на италианския режисьор Бепе Менегати „Нижинский“ (театър Сан Карло, Неапол, 1989), „Дългото пътешествие в Коледната нощ“ (Римска опера, 2000), „Дягилев Мусагет. Венеция, август 1929“ (Римска опера, 2009).
От 1971 г. сам поставя спектакли в страната и чужбина. Балетмайсторският дебют е с постановката на „Икар“ по музика на Сергей Слонимски. Участва в постановките на няколко оперни спектакли, създава хореографски композиции за пиеси на драматическата сцена.
За последен път танцува на сцена при отбелязване на своята 70-годишнина. На този юбилей се посвещава единадесетият балетен конкурс „Арабеск“ в град Перм, където той поставя и изпълнява балетната миниатюра „Балада“ по музиката на Фредерик Шопен.
Освен с балетното си творчество Василиев е известен на руската публика и като художник. Има голям брой авторски изложби в различните градове на Русия. Основната тема на неговите картини са пейзажи, посветени на руската природа. Пише и стихове и има издаден сборник „Цепочка дней“. През 2012 г. публикува книга „Картинки моей памяти“ със свои спомени, стихове и илюстрации.

### Личен живот
Запознава се с бъдещата си съпруга Екатерина Максимова още в първия клас на хореографското училище. По-късно създават балетен дует, който покорява света. За него тя е не само жена и партньор в танца, но и муза, за която той създава своите балетни спектакли, концертни номера и филми. Дуетът получава световно признание и става носител на престижни награди.
Сключват брак на 3 юни 1961 г., сватбата празнуват на следващия ден в жилището на нейните родители. След това заминават за Париж, където представят филма „СССР с открито сърце“. Във филма те играя двама влюбени балетни артисти, а в живота това пътуване става тяхното сватбено пътешествие.
Деца нямат. Заедно са до нейната внезапна кончина през 2009 г. Остават само 2 години до златната им сватба. Тъжната новина го заварва в Неапол, където поставя спектакъл.

## Репертоар[1]

### Балетни партии
Болшой театър
- 1958 – опера „Русалка“ на Александър Даргомижки, цигански танц
- 1958 – хореографска картина „Валпургиева нощ“ в операта „Фауст“ на Шарл Гуно, Пан
- 1958 – „Шопениана“ по музика на Фредерик Шопен, Солист
- 1959 – „Каменното цвете“ на Сергей Прокофиев, Данила
- 1959 – „Пепеляшка“ на Сергей Прокофиев, Принц
- 1959 – „Танцевална сюита“ по музика на Дмитрий Шостакович, Солист – пръв изпълнител
- 1960 – хореографска миниатюра „Нарцис“ по музика на Николай Черепнин, Нарцис – пръв изпълнител
- 1960 – „Ромео и Жулиета“ на Сергей Прокофиев, Бенволио
- 1960 – „Шурале“ на Фарид Ярулин, Батир
- 1960 – „Коньок-горбунок“ на Родион Шчедрин, Иванушка – пръв изпълнител
- 1961 – „Горска песен“ на Михаил Скорулски, Лукаш – пръв изпълнител
- 1961 – „Страници от живота“ на Андрей Баланчивадзе, Андрей
- 1962 – „Паганини“ на Сергей Рахманинов, Паганини
- 1962 – „Спартак“ на Арам Хачатурян, Роб – пръв изпълнител
- 1962 – „Дон Кихот“ на Лудвиг Минкус, Базил
- 1963 – „Клас-концерт“ по сборна музика на Александър Глазунов, Анатолий Лядов, Антон Рубинщайн, Дмитрий Шостакович, Солист
- 1963 – „Лауренсия“ на Александър Крейн, Фрондосо
- 1963 – „Спящата красавица“ на Пьотър Чайковски, Синята птица
- 1964 – „Жизел“ на Адолф Адам, Алберт
- 1964 – „Петрушка“ на Игор Стравински, Петрушка
- 1964 – „Лейли и Меджнун“ на Сергей Баласанян, Меджнун – пръв изпълнител
- 1966 – „Лешникотрошачка“ на Пьотър Чайковски, Лешникотрошачка-принц – пръв изпълнител
- 1968 – „Спартак“ на Арам Хачатурян, Спартак – пръв изпълнител
- 1971 – „Икар“ на Сергей Слонимски, Икар
- 1973 – „Ромео и Жулиета“ на Сергей Прокофиев, Ромео
- 1973 – „Спящата красавица“ на Пьотър Чайковски, Принц Дезире – пръв изпълнител
- 1975 – „Иван Грозни“ по музика на Сергей Прокофиев, Иван Грозни
- 1976 – „Ангара“ на Андрей Ешпай, Сергей – пръв изпълнител
- 1979 – голямо адажио, „Ромео и Жулиета“ на Хектор Берлиоз, Ромео – пръв изпълнител в СССР
- 1980 – „Макбет“ на Кирил Молчанов, Макбет – пръв изпълнител
- 1986 – „Анюта“ по музика на Валерий Гаврилин, по Антон Чехов, Пьотър Леонтиевич – пръв изпълнител
- 1988 – концертен номер „Елегия“ по музика на Сергей Рахманинов, Солист

Други театри (пръв изпълнител)
- 1977 – „Петрушка“ на Игор Стравински, хореография на Морис Бежар, театър „Балет на ХХ век“, Брюксел, Юноша
- 1987 – „Синият ангел“ по музика на Мариус Констан, хореография на Ролан Пети, Марселски балет Франция, профессор Унрат
- 1988 – „Зорба гъркът“ по музика на Микис Теодоракис, хореография на Лорка Мясин, „Арена ди Верона“, Италия, Зорба
- 1988 – „Парижко веселие“ по музика на Жак Офенбах, хореография Леонид Мясин, Театр Сан-Карло, Неапол, Италия, Барон
- 1988 – „Пулчинела“ по музика на Игор Стравински, хореография Леонид Мясин, Театр Сан-Карло, Неапол, Пулчинела
- 1989 – „Пепеляшка“ на Сергей Прокофьев, хореография Владимир Василиев, Кремльовски балет, Мащеха
- 2000 – „Дълго пътешествие през Коледната нощ“ по музика на Пьотър Чайковски и Игор Стравински, режисьор Беппе Менегатти, Римска опера, Маэстро
- 2009 – „Дягилев Мусагет. Венеция, август 1929“ по сборна музика, режисьор Беппе Менегатти, Римска опера на сцената на Градския театър, Дягилев

### Постановки
- 1971 г. – „Икар“, балет на Сергей Слонимски (Болшой театър, 1976 г.– втора редакция)
- 1978 г. – „Эти чарующие звуки…“, балет по музика на Арканджело Корели, Джузепе Торели, Волфганг Амадеус Моцарт, Жан-Филип Рамо (Болшой театър)
- 1980 г. – „Макбет“, балет на Кирил Молчанов (Большой театр; 1981 – Новосибирски театър за опера и балет; 1984 – Германска държавна опера, Берлин; 1986 – Унгарска национална опера, Будапеща; 1990 – театър „Кремльовски балет“)
- 1981 г. – „Юнона и Авось“, рок-опера на Алексей Рибников, реж. Марк Захаров (театър Ленком)
- 1981 г. – вечер в памет на Галина Уланова, Hommage d’Oulanova (концертна зала „Плейел“, Париж)
- 1981 г. – „Искам да танцувам“ по музика на руски композитори (Държавна централна концертна зала „Россия“; 1990 – Болшой театър)
- 1981 г. – „Фрагменти от една биография“ по музика на аржентински композитори (концертна зала „Россия“; 1990 – Большой театр)
- 1983 г. – хореографска композиция по музика на Пьотър Чайковски (Балет „Шанз-Елизе“, Париж; 1990 – Болшой театър)
- 1986 г. – „Анюта“, балет по музика на Валерий Гаврилин по разказ на Антон Чехов (Болшой театър; театър „Сан Карло“, Италия; Латвийска национална опера; 1987 – Челябински театър за опера и балет; 1990 – Татарски театър за опера и балет, Казан; 1993 – Пермски театър за опера и балет; 2008 – Омски музикален театър; Воронежки театър за опера и балет; 2009 – Красноярски театър за опера и балет; 2011 – Самарски театър за опера и балет)
- 1988 г. – „Елегия“, концертен номер по музика на Сергей Рахманинов (Большой театр)
- 1988 г. – „Паганини“, нова редакция на балета на Леонид Лавровски по музика на Сергей Рахманинов (театър „Сан Карло“; 1995 – Болшой театър)
- 1989 г. – „Приказка за Попа и работника му Балда“, музикално-драматическа композиция по музика на Димитрий Шостакович (Московска държавна консерватория)
- 1990 г. – „Ромео и Жулиета“, балет на Сергей Прокофиев (Московски музикален театър; 1993 – Литовска национална опера, Вилнюс; 1999 – Латвийска национална опера, Рига; 2002 – Градски театър Рио де Жанейро)
- 1991 г. – „Дон Кихот“, балет на Лудвиг Минкус (Американски театър за балет; 1994 – „Кремльовски балет“; 1995 – Литовска национална опера; 2001 – „Токио-балет“, Япония; 2007 – Национален театър, Белград)
- 1993 г. – „Аида“ на Джузепе Верди, хореографски сцени в операта (Римска опера; 2004 – Арена ди Верона; 2006 – театър „Ла Скала“)
- 1994 г. – „Пепеляшка“, балет на Сергей Прокофиев (театър „Кремльовски балет“; 2002 – Челябински театър за опера и балет; 2006 – Воронежки театър за опера и балет)
- 1994 г. – „Жизел“, балет на Адолф Адам (Римска опера; 1997 – Болшой театър)
- 1994 г. – „Носталгия“, по музика на руски композитори (театър „Кремльовски балет“)
- 1994 г. – „Художникът чете Библия“, музикално-драматическа композиция (Музей за изобразително изкуство А. С. Пушкин, Москва)
- 1995 г. – „О, Моцарт! Моцарт…“, реквием по музика на Волфганг Амадеус Моцарт, Николай Римски-Корсаков, Антонио Салиери („Нова опера“, Москва)
- 1995 г. – „Хованщина“, опера на Модест Мусоргски, хореографски сцени (Болшой театър)
- 1996 г. – „Лебедово езеро“, балет на Пьотър Чайковски (Болшой театър)
- 1996 – „Травиата“, опера на Джузепе Верди (Болшой театър)
- 1997 – хореографска композиция по увертюра към операта на Михаил Глинка „Руслан и Людмила“ (Болшой театър)
- 1999 – „Балда“, балет по музика на Дмитрий Шостакович (Болшой театър; 2006 – Санкт-Петербургска консерватория)
- 2009 – „Заклятие на рода Ешерови“, балет по музика на Гордон Гети (Болшой театър, нова сцена)
- 2015 – „Дарувай ни мир“, балет по Меса в си минор на Йохан Себастиан Бах (Татарски театър за опера и балет)

### Филмография
Видеозаписи на балетни спектакли
- 1970 г. – „Спартак“ – Спартак, спектакъл на Болшой театър
- 1974 г. – „Ромео и Жулиета“ – Ромео, спектакъл на Болшой театър
- 1978 г. – „Лешникотрошачка“ – Лешникотрошачка-принц, спектакъл на Болшой театър
- 1978 г. – „Каменното цвете“ – Данила, спектакъл на Болшой театър
- 1994 г. – „Пепеляшка“ – Мащеха, спектакъл на Кремльовски балет|

Игрални филми, филми-балети
- 1961 г. – „СССР с открито сърце“, филм-концерт, солист
- 1962 г. – „Приказка за Коньок-горбунок“, Иван
- 1970 г. – „Трапеция“, Арлекин
- 1977 г. – „Спартак“, филм балет, Спартак
- 1980 г. – „Жиголо и Жиголета“, Сид Котмен
- 1981 г. – „Анюта“, Пьотър Леонтиевич
- 1983 г. – „Травиата“, матадор
- 1984 г. – „Носталгия“, солист
- 1985 г. – „Фрагменти от една биография“, солист
- 1985 г. – „Дом край пътя“, Андрей
- 1986 г. – „Фуете“, Андрей Новиков

Документално кино
- 1973 – „Дуетът“ – посветен на творчеството на Екатерина Максимова и Владимир Василиев
- 1989 – „Катя и Володя“ (реж. Д. Делюш, пр-во Франция) – посветен на творчеството на Екатерина Максимова и Владимир Василиев
- 1990 – „И осталось, как всегда, недосказанное что-то…“ – посветен на творчеството на Екатерина Максимова и Владимир Василиев
- 2000 – „Отражения“ – за творчеството на Владимир Василиев
- 2005 – „Владимир Василиев. Болшой балет“

## Звания и награди[1]
- Първа награда и златен медал на VII Международен фестивал за младежта и студенти, Виена (1959)
- Гран При и златен медал на Първи международен балетен конкурс, Варна (1964)
- Награда на името на Вацлав Нижински – „Най-добър танцьор в света“, Парижка танцова академия (1964)
- Заслужил артист на РСФСР (1964)
- Награда на Ленинския комсомол (1968)
- Народен артист на РСФСР (1969)
- Ленинска награда (1970)
- Награда на името на Мариус Петипа „Най-добър дует в света“, съвместно с Екатерина Максимова, Парижка танцова академия (1972)
- Награда на Римското кметство „Европа-1972“
- Народен артист на СССР (1973)
- Орден на Ленин (1976)
- Държавна награда на СССР (1977)
- Орден „Дружба между народите“ (1981)
- Награда на Интервизия за телебалет „Анюта“, Международен фестивал за телевизионни филми „Злата Прага“ (1982)
- Голяма награда за телебалет „Анюта“, Х Всесъюзен Фестивал за телевизионни филми, Алмати (1983)
- Медал на Академия за изкуства на Аржентина (1983)
- Награда на Академия Симба, Италия (1984)
- Държавна награда на РСФСР на името Братя Василеви (1984)
- Награда на Интервизия и награда за най-добра мъжка роля, телебалет „Домът край пътя“, Международен фестивал за телевизионни филми „Злата Прага“ (1985)
- Награда за най-добър спектакъл на сезона, балет „Анюта“ в театър „Сан-Карло“, Неапол (1986)
- Награда за най-добър спектакъл на Чеховски фестивал, Таганрог (1986).
- Орден „Червено знаме на труда“ (1986)
- Награда „Заедно за мир“, Италия (1989)
- Награди на името на Джино Тани – „Най-добър балетмайстор“, „Най-добър дует“, съвместно с Екатерина Максимова, Италия (1989)
- Медал на Пабло Пикассо, ЮНЕСКО (1990)
- Награда на името на Сергей Дягилев, Перм (1990)
- Театрална награда „Кристална Турандот“ (1991 – съвместно с Екатерина Максимова; 2001 „За чест и достойнство“).
- Държавна награда на РСФСР „Михаил Глинка“ (1991)[6]
- Награда на Московското кметство (1997)
- Награда на града Терачина, Италия (1997)
- Почетен медал на Фонда Карина Ари, Швеция (1998)
- Орден на св. Константин Велики (1998)
- Орден на св. княз Даниил Московски (1999)
- Орден „За заслуги“, Франция (1999)
- Орден „За заслуги пред Отечество“ IV степен (2000)[7]
- Медал на Пабло Пикассо, ЮНЕСКО (2001)
- Награда „За живот в танца“, Италия (2001)
- Медал „За заслуги“ на принцеса Дона Франческа, Бразилия (2000)
- Орден Риу Бранку, Бразилия (2004)
- Награда „За високи постижения в областта на хореографията“, САЩ (2003), Италия (2005)
- Награда „Душа на танца“, списание „Балет“ в номинация „Легенда на балета“, Москва (2005)
- Награда на името на Лудвиг Нобел, Академия на култура, меценатство и благотворителност, Санкт-Петербург (2007)
- Орден „За заслуги пред Отечество“ III степен (2008)[8]
- Награда „Свобода“, за принос в руско-американските културни връзки, Ню Йорк (2010).